# Giuseppe Anfossi
Giuseppe Anfossi (souvent francisé en Joseph Anfossi), est né le 7 mars 1935 à Marebbe dans la province autonome de Bolzano en Italie. C'est un évêque catholique italien, évêque émérite du diocèse d'Aoste depuis novembre 2011.

## Biographie
Il est ordonné prêtre le 21 juin 1959 pour l'Archidiocèse de Turin.
Il est nommé évêque d'Aoste le 30 décembre 1994. Il est consacré le 22 janvier 1995 par le cardinal Giovanni Saldarini assisté des évêques Ovidio Lari et Severino Poletto.
Durant son épiscopat, il a l'occasion d’accueillir les papes Jean-Paul II et Benoît XVI pour leurs vacances d'été aux Combes d'Introd.
Il a exercé la fonction de président de la Commission épiscopale pour la famille et la vie au sein de la CEI.
Le pape Benoît XVI accepte sa démission le 9 novembre 2011.